# Sydenham (Oxfordshire)
Pour les articles homonymes, voir Sydenham.
Sydenham est une paroisse civile et un village de l'Oxfordshire, en Angleterre.